# Chrysozephyrus smaragdina
Chrysozephyrus smaragdina är en fjärilsart som beskrevs av Bremer 1861. Chrysozephyrus smaragdina ingår i släktet Chrysozephyrus och familjen juvelvingar. Inga underarter finns listade i Catalogue of Life.